# Drag Shírah
Drag Shírah, nombre artístico de Carla Domínguez Curbelo (Las Palmas de Gran Canaria, 17 de febrero de 2001), es una performer y artista drag española. Fue la tercera mujer en la historia en competir en la Gala Drag Queen de Las Palmas de Gran Canaria, después de Drag Noa y Drag Vintash.

## Trayectoria profesional
Carla se interesó por primera vez en el drag tras presenciar las actuaciones de la Gala Drag Queen de Las Palmas de Gran Canaria de 2009, donde vio actuar por primera vez a Drag Noa, quién ese mismo año se convirtió en la primera mujer en actuar como drag queen en la gala. De esta forma Carla descubrió que las mujeres podían también dedicarse a este arte y decidió seguir sus pasos.
En 2022 actuó en la Gala Drag Queen de Gáldar, en conmemoración por el mes del Orgullo LGBT, en una gala que contó con el pregón de Drag Vulcano. El 7 de julio de ese mismo año participó en el programa especial "La noche drag" de Sálvame Mediafest.
En 2023 debutó en la Gala Drag Queen de Las Palmas de Gran Canaria con su espectáculo «Que no se borre mi nombre de la historia», coincidiendo con el 25° aniversario de la gala. El 18 de marzo actuó en la Gala Drag de Corralejo. El 4 de agosto de ese mismo año actuó junto a otras drag queens en la Gala Drag de las fiestas de San Lorenzo.
Compitió de nuevo en la Gala Drag Queen del Carnaval de Gáldar de 2024. Pese a que Drag Kalik fue coronada ganadora, la actuación de Shírah tuvo un buen acogimiento, situándose en tercer puesto y recibiendo el título de "Tercera Dama Drag".